# Elaeocarpus venustus
Elaeocarpus venustus är en tvåhjärtbladig växtart som beskrevs av Richard Henry Beddome. Elaeocarpus venustus ingår i släktet Elaeocarpus och familjen Elaeocarpaceae. Inga underarter finns listade i Catalogue of Life.